# Judy Sheindlin
Judith Susan Sheindlin, född som Blum den 21 oktober 1942 i Brooklyn i New York, är en amerikansk familjerättsdomare och författare men mest känd som "Judge Judy" i realityserien Judys domstol.
Sheindlin föddes i Brooklyn och studerade vid Washington College of Law och New York Law School. Hon var gift med Ronald Levy mellan 1964 och 1976. Därefter gifte hon sig med Jerry Sheindlin. Judith Sheindlin blev så småningom åklagare inom familjerätt och 1982 blev hon utsedd till domare av New Yorks borgmästare, Ed Koch. Fyra år senare blev hon domare i familjerätten på Manhattan.
Hon blev först känd för allmänheten genom ett inslag i 60 Minutes 1993. År 1996 publicerades hennes första bok, Don't Pee on My Leg and Tell Me It's Raining och samma år startade hennes eget tv-program, Judys domstol (Judge Judy). Programmet blev populärt och 2005 skrev hon på kontrakt för ytterligare fyra säsonger. År 2006 fick hon en stjärna på Hollywood Walk of Fame.
År 2013 var hon den högst betalda tv-personligheten i USA, med en inkomst på 47 miljoner dollar/ år för Judys domstol, vilket motsvarade 900 000 dollar/arbetsdag, då hon arbetade 52 dagar/år.

### Övriga källor
- Judge Judith Sheindlin på Notable Names Database